# 男と女のお話
「男と女のお話」（おとことおんなのおはなし）は、1970年5月5日に発売された日吉ミミの2枚目のシングル。

## 解説
1967年5月にビクターレコードより「池和子」名義にてデビュー、3枚のシングル盤をリリースするもヒットに恵まれなかったため、1969年11月に「日吉ミミ」に改名し再デビュー。改名第2作となる本作が大ヒット。オリコンシングルチャート最高6位（1970年9月14日付）を記録する（累計売上は60万枚超、または160万枚）。
本作は元々はB面曲に予定されていた。また最初は「俺様は神様だ」という反戦歌風の詞であった。
日吉ミミはこれにより、江利チエミの代替出演ながら1970年の『第21回NHK紅白歌合戦』に本作で初出場を果たした。
ロ短調 (Bm)。3⁄4拍子で構成されている。出版者はセントラルミュージック。
B面曲「むらさきの慕情」は、岡千秋の作曲家デビュー作である。イ短調 (Am)。出版者は東洋出版有限会社。
「むらさきの慕情」は長らくLP盤時代よりベスト盤等にも収録されず、CD化もなされない状況が続いていたが、2013年10月9日にMEG-CDのカタログに日吉ミミの作品群が入ったことで「男と女のお話」のカップリングとして収録。デジタル音源として入手・聴くことが可能となった。

## オリジナルカラオケ
本作レコーディングの頃は既に同時録音ではなくなっていたが、2018年現時点でビクターからCD化・一般発売されているオリジナルカラオケ音源に本作以前の作品は確認されていない（本作オリジナルカラオケ音源が最古のようである）。ビクターがオリジナルカラオケ音源のマスターを紛失したか処分したかの理由により現存していないことに起因するとみられる。

## 収録曲
- 両楽曲共に、作詞：久仁京介／編曲：近藤進

1. 男と女のお話（3分17秒）
作曲：水島正和
2. むらさきの慕情（2分21秒）
作曲：岡千秋

## カバー
- 五木ひろし（1971年8月10日発売、アルバム『よこはま・たそがれ』に収録）
- 黒川真一朗（2013年2月6日発売、アルバム『黒川真一朗全曲集〜くれない酒場〜』に収録）
- 中森明菜（2014年8月6日発売、カバー・アルバム『オールタイム・ベスト 〜歌姫(カヴァー)〜』に収録）
- 大竹しのぶ＆鬼龍院翔（2014年12月24日発売、カバー・アルバム『歌心 恋心』に収録）